# کاتالنت
کاتالنت (انگلیسی: Catalent) شرکت داروسازی آمریکایی است، که در سال ۲۰۰۷ توسط شرکت کاردینال هلث تأسیس شد.